# Rover P6
Rover P6 er en serie (under navnene 2000, 2200 eller 3500 afhængig af motorstørrelse) af biler i den øvre mellemklasse, der blev produceret og solgt under Rover-mærket fra fra 1963 til 1977. Rover P6 blev fremstillet af Rover Company og senere af British Leyland.
Rover P6 var den første vinder af prisen Årets bil i Europa.

## Udvikling
P6 blev annonceret den 9. oktober 1963 lige inden Earls Court Motor Show. Bilen blev først markedsført som Rover 2000 og var baseret på et helt nyt design, der skulle appellere til et bredere publikum end det, som de tidligere modeller, herunder P4, havde appelleret til. Rover havde identificeret et hul i markedet mellem standard '1,5-liters' sedanbil (som eksempelvis Ford Consul Mk. II og Singer Gazelle Mk II) og de etablerede 'tre-liters' store sedanbiler (som eksempelvis Wolseley 6/99 og Vauxhall Cresta). I begyndelsen af 1960'erne efterspurgte et yngre og mere velhavende publikum biler, der var overlegne i forhold til de normale 1,5-liters modeller i stil, design og udstyrsniveau, men som tilbød mere moderne køredynamik end den store tre-liters klasse, men med lavere indkøbs- og driftsomkostninger end sportssedans som Jaguar Mark 2. Bilteknologien var blevet væsentligt forbedret i sidste halvdel af 1950'erne og i begyndelsen af 1960'erne med introduktion af modeller som eksempelvis Citroën DS og Lancia Flavia i Europa og Chevrolet Corvair i Amerika. Afløseren fra den traditionelt designede P4 skulle derfor være en mindre bil med en to-liters motor (selv om en gasturbine blev overvejet) med det nyeste indenfor design, teknik og stil. P6 skulle være billigere end P4, men med betydeligt højere slagvolumen. Rover 2000 var ved introduktionen et avanceret køretøj med de Dion-hjulophæng på bagakslen, skivebremser og synkromesh-gearkasse og et karrosseri inspireret af Citroën DS. Bilen havde et for datiden stort fokus på sikkerhed og vandt efter introduktionen flere priser for sikkerhed.
Bilen skulle på det britiske marked primært konkurrere med Triumph 2000, der også kom på markedet i oktober 1963, en uge efter introduktionen af P6. I Kontinentaleuropa konkurrerede Rover 2000 i samme klasse som Citroën DS, der alene blev tilbudt med en 4-cylindret rækkemotor. Rover 2000 blev ligeledes alene tilbudt med en 4-cylindret motor, en situation der første blev ændret, da det lykkedes at få en V8-motor ned i motorrummet.

## Mark I

### Rover 2000
Den første P6 var udstyret med en fire cylindret rækkemotor med et slagvolumen på 1978 cc med 104 hk, der var specialudviklet til den nye bil. Rover havde inden præsentationen af den nye model gennemført en "prøveproduktion" af modellen, og var derfor i stand til straks efter introduktionen at sætte bilen på markedet.
Biler produceret frem til 1966 anses som de første udgaver af modellen. Der var dog indenfor de første tre år løbende mindre ændringer af modellens detaljer.
Rover udviklede en opgraderet model med dobbelt karburator, der fra marts 1966 blev solgt som 2000 TC på eksportmarkederne og fra oktober 1966 i Storbritannien.
Rover 2000 var i produktion indtil 1973, hvor produktionen blev indstillet efter at 208.875 var blevet bygget.

### Rover 3500
Rover havde et ønske om at differentiere sig fra sin primære britiske rival Triumf 2000, og foretog en mindre ombygning af P6 for at tilpasse modellen til Buicks kompakte 3,5 liters V8-motor i aluminium, som Rover købte licensrettighederne til. For at få den nye motor ned i motorrummet, var det bl.a. nødvendigt at ændre forhjulenes ophæng og flytte batteriet om i bagagerummet. 
Den nye Rover 3500 blev introduceret i april 1968: året efter Triumfs ejer, British Leyland, havde købt Rover Company. British Leyland opretholdt produktionen af Rover 3500 indtil 1977.
Rover 3500 var en succes. Motoren vejede ca. det samme som den firecylindrede motor i Rover 2000, men gav bilen en flere kræfter. 3500 kunne opnå en tophastighed på 183 km/t og en acceleration fra 0-97 km/t på 10,5 sekund, hvilket i 1968 var imponerende og hurtigere end konkurrenterne (bortset fra Jaguar 340, der var væsentlig hurtigere end Rover 3500).
Rover 3500 blev leveret med en tre-trins automatgearkasse; først i 1971 blev det muligt i stedet at vælge en fire-trins manuel gearkasse. Varianterne med manuelt gear blev betegnet 3500S, hvor “S” stod for synkromesh. Varianterne med manuelt gear var væsentlig hurtigere end varianterne med automatgear og kunne accelerere fra 0-97 km/t på 9,0 sekunder, ligesom benzinøkonomien var en del bedre end i udgaven med automatgear.
Rover 3500 blev også bygget i Sydafrika, herunder i en udgave med 184 hk.
Rover 3500 blev produceret frem til 1977, hvor modellen blev afløst af SD1 efter 81.057 var produceret.

## Mark II
En opdateret udgave, kaldet Mark II kom på markedet i 1970. Alle Mark II-modeller havde batteriet i bagagerummet og havde ny kølergrill, ny motorhjelm og nye baglygter. Indvendigt var instrumentbrættet opdateret med runde instrumenter, dog fortsatte 2000SC-udgaverne med lineært speedometer og med vippekontakter.
De senere år af P6's produktionstid faldt sammen med produktionsproblemer hos British Leyland, hvilket resulterede i, at også P6 blev ramt af kvalitetsproblemer. En Rover 3500 blev i august 1975 af den britiske bilejerforening i bilmagasinet Drive kåret til den "værste nye bil i England". I artiklen blev beskrevet en Rover 3500 købt i 1974, der indenfor de første 9.600 kilometer på et halvt år havde skiftet motor tre gange, skiftet to gearkasser og to koblinger, og skulle havde skiftet hele det elektriske system. Efter 164 dage, havde bilen været på værksted de 114. Nr. 2 og 3 på listen var to andre Britsh Leyland produkter, en Austin Allegro med 40 fejl på 10 måneder og en Triumph Stag med tilsvarende problemer. Historien blev gengivet af andre medier, ikke blot i Storbritannien, men også i Tyskland, hvor British Leyland forsøgte at afsætte sine biler. I en artikel i oktober 1976 i bilmagasinet Autocar blev tilsvarende beskrevet de kvaitetsproblmer som flådeejerne erfarede med modellen.

### 2200
Rover introducerede i oktober 1973 introduktionen af en Rover 2200 til afløsning af Rover 2000-modellerne. Motoren i 2200-moddellerne var baseret på 2000 4 cylinderede rækkemotor, men havde fået forøget sit slagvolument til 2205 cc. Den nye 2200 kom i SC og TC udgaver. Ønsket var at give den nye model større motorkraft, men også at opfylde amerikanske krav til udledningen af udstødningsgasser. Gearkasserne blev forstærket i den nye model for at kunne håndtere den kraftigere motor, der gav større moment, men lidt færre hestekræfter (98 hk for SC og 115 for TC).
The last 2200 came off the production line on 19 March 1977, a left-hand drive export version that was then converted to right-hand drive by Tourist Trophy Garage, Farnham. The 2200 originally fitted Pirelli Cinturato 165HR14 tyres (CA67) when leaving the factory.
Produktionen af Rover 2200 ophørte i 1977 efter at 32.370 stk. var produceret.

## Stationcars
Triumph havde succes med en stationcarudgave af Triumph 2000, men Rover havde ingen interesse i at gå ind på dette marked.
Der blev dog af firmaet FLM Panelcraft ombygget en del P6'ere, der blev solgt som Estoura. Det er anslået, at der blev ombygget ca. 200 P6'ere til stationcars. De første eksemplarer blev ombygget uden tilladelse fra Rover, men efterfølgende godkendte British Leyland ombygninger, der bl.a. blev solgt at enkelte autoriserede BL-forhandlere.
De fleste ombyggede P6'ere var 3500-modellen.

## NADA-modeller og produktion i New Zealand
British Leyland forsøgte at komme ind på det nordamerikanske marked med bl.a. P6, først med Rover 2000 TC. Denne udgave blev kaldt NADA (North American Dollar Area) modellen, og havde en højere standard en de britiske modeller for at kunne opfylde de amerikanske krav til sikkerhed og udstødningsgasser. Synlige forskelle var bl.a. større kofangere, tre luftindtag, anderledes blinklys og et system til at advare føreren om mulig is på vejen. Indvendigt havde bilerne elektriske vinduer, servostyring og aircondition, alt sammen udstyr, der var højst usædvanligt i Europa på det tidspunkt.
Bilerne blev solgt som 3500S, men havde automatgear. Bilerne var ikke populære på det amerikanske marked, hvor der kun blev solgt knap 1.500 stk. De fleste af de venstrestyrede NADA-modellerne blev i stedet solgt i Kontinentaleuropa. Rover indstillede salget af P6 i Nordamerika i 1971.
- Rover 3500S "NADA"
- NADA specification Rover P6 - with side markers
- Set bagfra med modificerede kofangere
- "Icelert"-systemet advarede føreren om mulig is på vejen
- Aircondition og elektriske vinduer

New Zealand Motor Corporation byggede Rover 3500 fra 1971 til 1976 tillige med en række andre af BL's modeller. Fra New Zealand blev eksporteret ca. 2.400 til Australien.